# Mellitzbach (Isel, Virgen)
Der Mellitzbach ist ein Bach in der Gemeinde Virgen (Bezirk Lienz). Er entspringt an der Südseite des Frosnitzkamms und mündet südlich von Virgen-Dorf von links in die Isel.

## Verlauf
Der Mellitzbach entspringt an der Südseite des Frosnitzkamms zwischen der zwischen der Pegömlspitze, der Bretterspitze und dem Waldköpfl. Im Westen liegt das Einzugsgebiet des Firschnitzbachs, im Osten jener des Mitteldorfer Bachs. Der Mellitzbach fließt von seiner Quelle nach Süden, zunächst durch vegetationsarmes Gebiet und Wiesen, im Mittellauf durch bewaldete Strecken. Im Mittellauf befindet sich in rund 1450 m ü. A. Metern eine Ausschotterungsstrecke, die für die Errichtung einer Geschiebesperre genutzt wurde. Im Unterlauf passiert der Mellitzbach beim Taleintritt ins Virgental die Burgruine Rabenstein im Westen und den Obersonnberg im Osten und fließt danach durch die Ortschaft Mellitz und den Hauptort der Gemeinde Virgen, wo der Bach die Virgental Landesstraße unterquert. In weiterer Folge fließt der Mellitzbach durch landwirtschaftlich genutztes Gebiet und mündet südlich von Virgen-Dorf linksseitig in die Isel.